# Houston Grand Opera
Pour les articles homonymes, voir HGO.

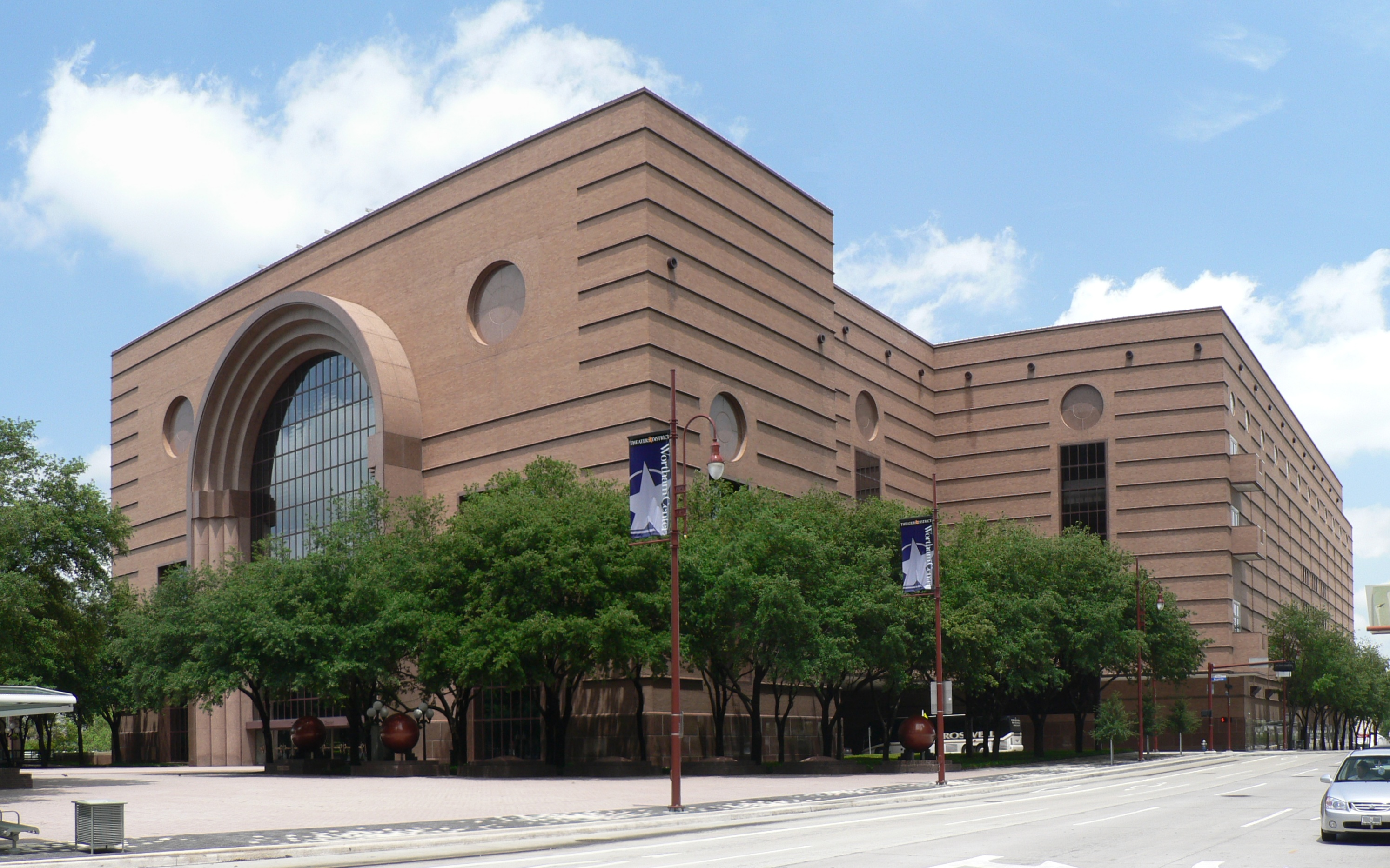
Le Houston Grand Opera vue de dehors

Le Houston Grand Opera (français : L'Opéra de Houston) est l'institution lyrique de musique classique de Houston aux États-Unis.

## Historique
Le Houston Grand Opera est fondé en 1955. Les spectacles sont donnés dans le Jones hall de 1966 à 1987 jusqu'à la construction d'un nouvel édifice, appelé le Wortham Center en l'honneur d'un des mécènes importants de l'Opéra, Gus S. Wortham. Pour l'inauguration de la nouvelle salle, l'opéra Nixon in China fut commandé à John Adams. Il fut créé le lendemain de l'inauguration.

## Directeurs généraux
- Walter Herbert (1955-1972)
- R. David Gockley (1973-)

## Créations
- A quiet place de Leonard Bernstein (1983)
- Nixon in China de John Coolidge Adams  (1987)
- New Year de Michael Tippett (1989)